# Пятидуб (Житомирская область)
Пятидуб (укр. П'ятидуб) — село на Украине, основано в 1903 году, находится в Малинском районе Житомирской области.
Код КОАТУУ — 1823485506. Население по переписи 2001 года составляет 13 человек. Почтовый индекс — 11600. Телефонный код — 4133. Занимает площадь 0,27 км².

## Адрес местного совета
11614, Житомирская область, Малинский р-н, с. Морозовка